# Femmes en noir de Jérusalem

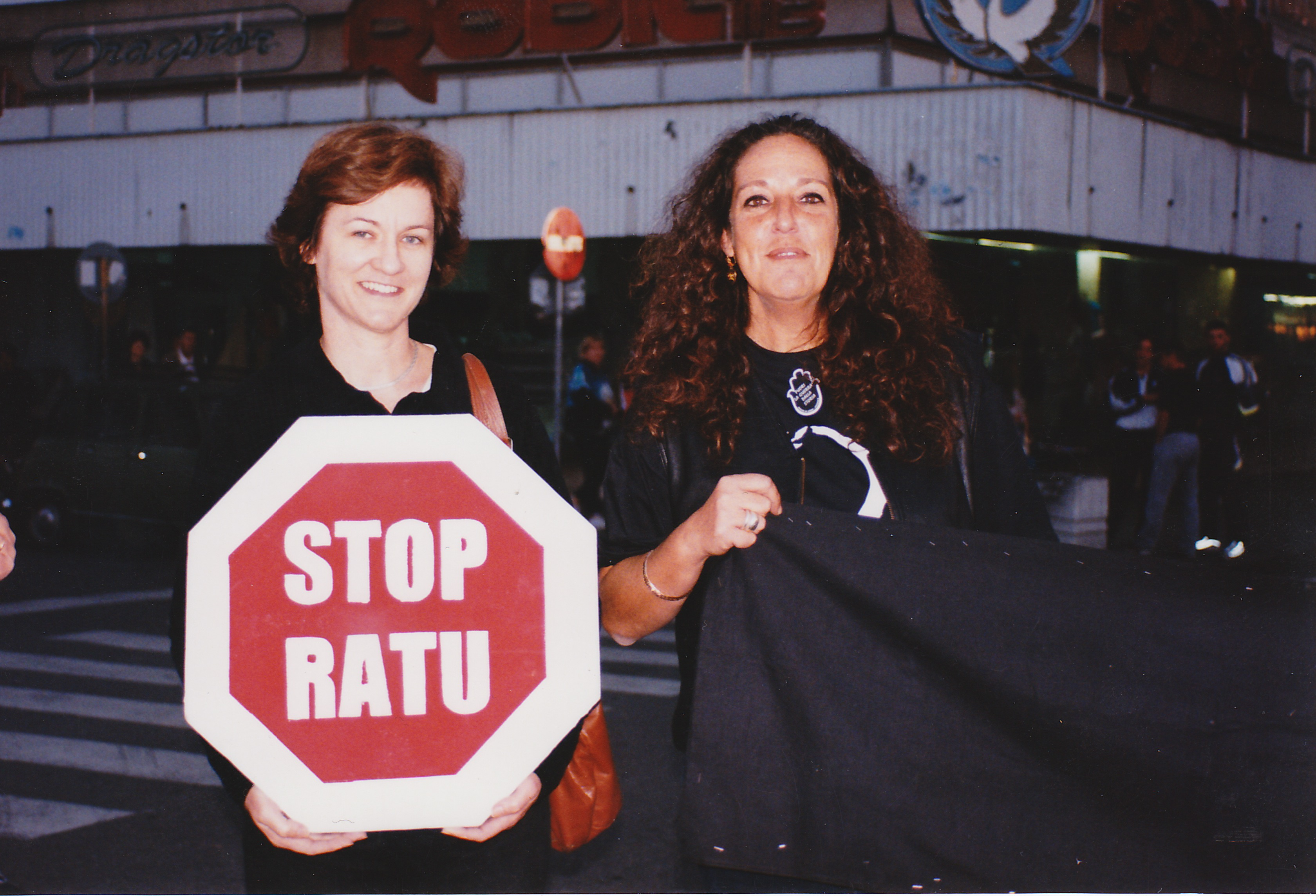
Hagar Roublev, porte parole des Femmes en noir de Jérusalem

Les femmes en noir de Jérusalem est un mouvement initié par sept femmes anonymes et israéliennes fondé en janvier 1988, lors de la 1re intifada portée par Hagar Roublev. Le mouvement s'est dissous officiellement en juin 1994.

## Histoire et objectifs
Cette communauté s'est inspirée des Mères de la place de Mai en Argentine, et des Black Sash d'Afrique du sud. Ces femmes, portant des pancartes « end of the occupation » écrites en plusieurs langues, se réunissaient tous les vendredis de 13h à 14h place de France à Jérusalem-Ouestet  progressivement dans d'autres lieux déterminés dans l'ensemble d'Israël,, même si le groupe de Jérusalem est le plus actif et déterminé. Elles manifestent silencieusement contre la politique d'occupation des territoires au-delà de la ligne verte, de l’État d'Israël et de ses gouvernements successifs et mettre en avant la question au niveau national. Le mouvement est critique de l'oppression du peuple palestinien et et ses effets sur la société israélienne. L'objectif de leurs protestations est de provoquer une prise de conscience dans la société israélienne. Elles sont devenues un des symboles de la résistance non-violente. Elles ont inspiré d'autres mouvements pacifistes et ou de femmes en Israël et dans le mode entier.

## Contexte politique
L'apparition du mouvement se fait dans le contexte de l'émergence des mouvements non-mixtes de femmes pour la paix à partir de la guerre au Liban en 1982 et de la découverte par l'opinion publique de la répression israélienne en Cisjordanie et dans la bande de Gaza en décembre 1987, dans le contexte de la première Intifada. L'époque est également marquée par des tensions entre les femmes et les hommes de la gauche israélienne. Le dernier mouvement pour la paix d'ampleur, "Paix maintenant (Shalom Ahshav)," principalement composé de réservistes est marqué par une vision sécuritaire de la cause pacifiste. Ces deux derniers facteurs pourraient expliquer le choix d'un mode d'action non mixte. Au moins une quinzaine de groupes de femmes de protestation non-mixtes émerge à cette époque.

## Type d'actions
A Jérusalem, le rendez-vous a lieu dans un square proche d'un carrefour animé des quartiers de l'élite laïque. Les femmes doivent venir vêtues de noir. Elles tiennent un panneau de couloir noir portant l'inscription "Arrêt de l'occupation", en hébreu ou en anglais ou en arabe ou en russe. Après un bref échange, les manifestantes montent sur une estrade après avoir enjambé les barrières du square. Les places de chacune est plus ou moins fixes. Certaines femmes discutent à voix basse, d'autres gardent le silence complet. Certaines tournent en rond et en profitent pour distribuer des feuillets politiques (journaux militants, tracts etc). Un des tracts a été élaboré collectivement et comportait le texte suivant : 
« […] Nous, les Femmes en noir, citoyennes de l’État d’Israël, avons tenu une manifestation silencieuse de protestation depuis le début de l’Intifada. La manifestation silencieuse de protestation est une expression de la société israélienne et exprime la nécessité où nous sommes de nous opposer activement et fermement à l’occupation. Nous sommes des femmes de différentes convictions politiques, mais le mot d’ordre « Arrêt de l’occupation » nous unit. Toutes, nous exigeons que notre gouvernement engage une action immédiate pour entamer des négociations pour un règlement de paix. Beaucoup d’entre nous défendent l’idée que l’OLP est le partenaire pour des négociations de paix fondées sur le principe de deux États pour deux peuples, alors que d’autres sont d’opinion que ce n’est pas à nous de décider qui doit être le partenaire palestinien pour les négociations, ni la solution exacte sur laquelle la paix devrait se fonder. Nous sommes unies dans notre conviction que notre message est fort et juste et qu’il amènera finalement la paix. Nous appelons toutes les femmes à nous rejoindre dans notre protestation ardente, incessante et non violente. »
Ce tract est décrit par Sara Helman et Tamar Rapoport comme étant la "carte d'identité" du mouvement.
Le noir porté par les femmes symboliserait le deuil des victimes palestiniennes et israéliennes de la guerre, ou la violence physique et symbolique. Le fait de porter le deuil des deux communautés et de se présenter en tant que femmes et non en tant que mères vient perturber le nationalisme israélien,. L'utilisation du corps comme un médium, de surcroit dans un espace public traditionnellement réservé aux hommes et sans réduction à la fonction reproductrice, est singulier dans les mouvements pacifistes de l'époque. Selon Erella Shadmi, il s'agirait d'une contestation du patriarcat nationaliste et sioniste.
Le choix du vendredi en début d'après-midi, juste avant le shabbat, permet de faciliter la participation à la manifestation. Il peut être perçue comme subversif, car d'une part allant à l'encontre du rôle de la femme juive traditionnelle censée préparer le shabbat dans la sphère domestique, d'autre part ne respectant pas ce moment de transition entre la vie quotidienne et la vie spirituelle.

## Ampleur des actions
À Jérusalem, le groupe compte 100 à 120 femmes, dont quarante à soixante participantes régulières. La deuxième intifada a éclaté en septembre 2000. En décembre est organisée une marche, constituée de 3 000 femmes habillées de noir. Au début, tous ces rassemblements n'ont aucun écho. Des médias majeurs n'ont jamais prononcé de paroles sur les manifestations du 8 juin 2001 dénommées partout dans le monde par les « Femmes en noir ». Puis, le cortège a grossi grâce aux actions de ces femmes : 10 000 personnes se sont mobilisées et ont manifesté sur les mots d'ordre de « no occupation » et de « not another war. » Plusieurs rassemblements ont eu lieu dans de nombreux pays, dont à Paris et aux États-Unis.

## Composition politique et sociologique
L'ensemble des courants pacifistes israéliens sont représentés : la gauche sionisme et antisioniste, des communistes, des trotskistes, des anarchistes et des membres du mouvement des droits civiques. Certaines femmes se reconnaissent dans le féminisme, d'autres non. Rarement, des femmes palestiniennes ou des touristes étrangères se joignent aux protestations. Les militantes sont généralement issues de l'élite sociale et culturelle, 93,8% d'entre elles sont diplômées dont 85,3% de l'université, 85% d'entre elles ont une activité professionnelle. Les membres du mouvement sont majoritairement laïques (90%) et d'origine ashkénaze (99%). L'âge médian est de 47 ans. La majorité des femmes s'est déjà engagée dans un mouvement de jeunesse (72%). Le mouvement compte également des membres parmi la communauté LGBT. De nombreuses femmes sont engagées dans d'autres mouvements comme Paix maintenant, parfois d'autres mouvements à gauche. Elles ont souvent été engagées des mouvements de jeunesse ou des kibboutz.

## Réactions aux manifestations, contre-manifestations et perceptions
Leurs actions  suscitent de nombreuses réactions négatives chez les passants tels des sifflets ou des insultes sexistes, notamment chez les chauffeurs de taxis de Jérusalem. Certaines contre-manifestations sont organisées par des mouvements religieux qui les insultent. Le mouvement interroge la place des femmes dans l'espace public. Certaines militantes marquées par leur expérience deviennent féministes à la suite de leur participation au mouvement. Les manifestations des Femmes en noir suscitent également quelques réactions positives, des hommes leur apportent de l'eau, un homme offre des roses à chaque manifestation ou rassemblement.
Dans un de ses articles, Andréa Dworkin interroge un soldat israélien sur sa perception du mouvement des femmes en noir. Ce dernier est scandalisé, estime qu'il n'y a pas de lien entre le féminisme et l'occupation. Andréa Dworkin pense pour sa part que les femmes palestiniennes font l'objet du sexisme israélien, notamment de la part de l'armée, qui se manifeste entre autres par des humiliations. Elle estime que les femmes israéliennes souffrent de ce sexisme et que le féminisme accorde à la vie des femmes la même valeur, qu'elles soient palestiniennes ou israéliennes.